# Натрієві канали
Натрієві канали — трансмембранні білки, іонні канали, що пропускають крізь мембрану клітини переважно іони натрію. Під цією назвою об'єднано декілька груп неспоріднених між собою білків, найбільшими з яких є потенціалкеровані натрієві канали, епітеліальні натрієві канали та лігандкеровані натрієві канали. Їхнім основним завданням, є вхід іонів натрію в клітину ззовні та підвищення мембранного потенціалу (деполяризація). Механізмом селективності в натрієвих каналах зазвичай є розмір пори, яка пропускає іони з радіусом не більшим, ніж в іона натрію. Завдяки цьому більші іони, як от калій, кальцій та цезій, нездатні пройти крізь пору, проте менші іони, зокрема літію, можуть створювати струм через ці канали.
Дослідження в 2010-х роках показали, що не всі іонні канали, які еволюційно належать до родини потенціалкерованих натрієвих каналів, насправді вибірково пропускають іони натрію. Деякі з них поряд з натрієм, здатні пропускати йони кальцію.

## Потенціалкеровані натрієві канали
Потенціалкеровані натрієві канали являють собою родину еволюційно споріднених іонних каналів надродини потенціалзалежних каналів, які відчиняють ворота на зміну мембранного потенціалу в позитивний бік та пропускають іони натрію всередину клітини. Пороутворювальна альфа-субодиниця складається з 4 мотивів, що повторюються, в кожному з яких є 6 трансмембранних сегментів.
Ці натрієві канали поділяють на тетродоксин-чутливі, тобто ті, що блокуються тетродотоксином, і не чутливі до цієї речовини.

## Епітеліальні натрієві канали
Епітеліальні натрієві канали наявні в клітинах епітелію смакових бруньок. Тут вони відповідають за відчуття смаку солоного.

## Ліганд-керовані натрієві канали
До селективних до натрію каналів, які відчиняються у відповідь на приєднання малих молекул належать AMPA-чутливі глутаматні рецептори. На відміну від NMDA-рецепторів, які здатні пропускати як іони натрію, так і кальцію, селективна пора AMPA-рецепторів має залишок амінокислоти аргігіну, що не дозволяє іону кальцію проходити каналом. Попри наявність у ДНК триплету, що кодує глутамін, процес редагування РНК призводить до появи в РНК кодону, що кодує аргінін.